# Casalciprano
Casalciprano är en ort och kommun i provinsen Campobasso i regionen Molise i Italien. Kommunen hade 517 invånare (2018).